# Eric Tunstall
Eric Walter Tunstall (* 21. November 1950 in Hartlepool; † 19. Januar 2020 ebenda) war ein englischer Fußballspieler.

## Karriere
Tunstall kam von den St Patricks Juniors, einem lokalen Klub in Hartlepool, zu Hartlepool United; mit seinem 18. Geburtstag unterzeichnete er einen Profivertrag. Nachdem er mit seinen Leistungen im Reserveteam überzeugt hatte, gab er am 21. Dezember 1968 per Einwechslung bei einer 1:2-Niederlage gegen den FC Barnsley sein Debüt für die erste Mannschaft in der Third Division.
Das Nachwuchsteam führte der Mittelfeldspieler im Dezember 1968 als Kapitän zu einem 2:1-Erfolg  gegen Newcastle United im St. James’ Park im Rahmen des FA Youth Cups. Diese Partie war auch ausschlaggebend dafür, dass er am 23. Januar 1969 von Newcastles Cheftrainer Joe Harvey für eine Ablösesumme von 3.500 £ verpflichtet wurde. Zur Vertragsverhandlung wurde er von Hartlepool-Trainer Gus McLean gefahren, der Tunstall im November 1968 als „kraftvollen, hartnäckigen Spieler im Stile von Joe Harvey und Jimmy Scoular“ beschrieben hatte, und der zugleich die Ablösesumme aushandelte.
Unter Trainer Benny Craig gewann er im Sommer 1969 an der Seite von Keith Dyson, Chris Guthrie, Keith Kennedy und Martin Burleigh ein internationales Nachwuchsturnier im niederländischen Rotterdam, der Durchbruch in Newcastles Profiteam blieb ihm aber verwehrt. Im Anschluss an seine Profikarriere arbeitete Tunstall für Reeds Corrugated Cases, einen Kartonagenhersteller, und spielte lange Jahre für dessen Werksmannschaft in der Hartlepool League; wegen seines markanten Schnurrbarts trug er den Spitznamen Terry Yorath. Er verstarb 69-jährig in seinem Zuhause in Hartlepool.